# Real Club Náutico de Laredo
El Real Club Náutico de Laredo está situado en Laredo, en Cantabria (España). Cuenta con modernas instalaciones y Escuela de Náutica, así como flotas de vela ligera (Star, Vaurien, Cadet, 470, y Optimist) y crucero.

## Situación
Este club se encuentra en el Puntal que forman la Playa de la Salvé y la de Regatón de Laredo, frente a la también villa marinera de Santoña, dominando la desembocadura del río Asón y con vistas a las Marismas y a la Bahía de Santoña. Debido a su constante limpieza en instalaciones y entorno natural, y a la calidad de sus equipamientos, el Club ha venido recibiendo ininterrumpidamente la Bandera Azul cada año, desde su implantación en 1987.

## Historia
El Club Náutico de Laredo se funda en 1945, teniendo como sede inicial el puerto pejino en 1959. En 1968 se traslada a su actual ubicación, en el Puntal de La Salvé. El 16 de enero de 1995, con motivo de su medio siglo de existencia, se le otorga la denominación de "Real" y el Rey Juan Carlos I se convierte en su presidente de honor.
En la actualidad cuenta con casi 2000 socios de los que 786 son socios fundadores. Este Club Náutico destaca también gastronómicamente debido a su restaurante, que cuenta con equipamiento y personal dignos de "los más reputados restaurantes y hoteles".

## Competiciones
Ha organizado numerosos campeonatos del mundo, de Europa y de España, entre los que destacan dos Campeonatos Mundiales de Star (1974 y 1995) y de Europa, el mundial de clase "olímpica" de tablas deslizadoras y el campeonato internacional de esquí náutico. El I Campeonato de España de la clase "soling" fue organizado por el club y ganado por el Rey de España.

### 2001
- Campeonato de España de Star,[6] 24 al 26 de agosto

### 2003
- Campeonato de Europa 49er,[7] 24 al 26 de julio

### 2006

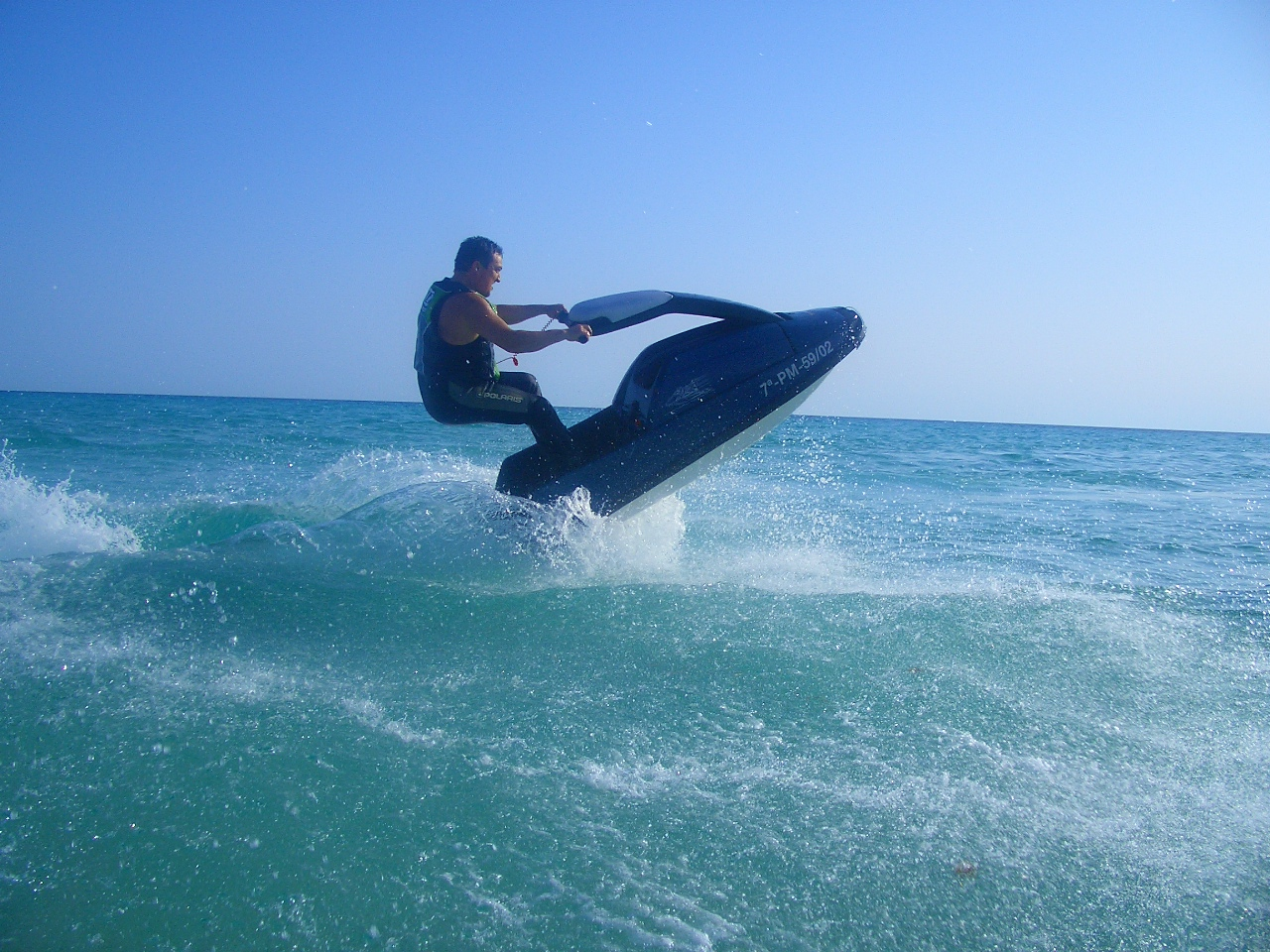
Desde 2006 el Club acoge pruebas de motos de agua.

- 2ª prueba del Campeonato de España de Motos de agua - Circuito,[8] 29 de julio
- 2º prueba del Campeonato de España de Motos de agua - RallyJet,[9] 30 de julio
- Campeonato de España Open de clase Star,[10] 4, 15 y 16 de julio
- Campeonato del XV Distrito de Star (España-Portugal),[11] 5,6,19 y 20 de agosto
- Campeonatos del Norte de las clases 'Star', '470', 'Láser', 'optimist' y 'crucero'
- Semana del crucero[12][13]
  - Trofeo As de Guía, 11 de agosto
  - Trofeo Imanoltxu, 12 y 13 de agosto
  - Memorial Isabel Adarraga, 14 y 15 de agosto

### 2007
- 3ª prueba del Campeonato de España de Motos de agua - RallyJet,[14] 5 y 6 de octubre
- Campeonatos del Mundo de Vaurien[15]
- Optimist[16]
  - Copa del Cantábrico, 26 y 27 de mayo
  - Campeonato por Equipos, agosto
- Crucero[17]
  - Trofeo As de Guía, 11 de agosto
  - Trofeo Imanoltxu, 12 y 13 de agosto
  - Memorial Isabel Adarraga, 14 y 15 de agosto
- Pesca mayor
  - XXXVII Copa de Laredo de Pesca Mayor, julio
- Trofeo Flota de Optimist, septiembre
- I Open Pesca de Embarcación, septiembre

### 2008
- L'Equipe
  - Campeonato de España (Individual y equipos),[18] 23 al 27 de marzo
- Optimist[19]
  - III Copa del Cantábrico, 31 de mayo y 1 de junio
- Prueba del Campeonato de España de Motos de agua - Rallyjet,[20] aún sin fecha
- Vaurien[21]
  - Campeonato del Mundo Vaurien Juvenil, 19 al 22 de julio
  - Campeonato del Mundo Vaurien Absoluto, 22 al 28 de julio
- Crucero[22]
  - Trofeo As de Guía, 13 de agosto
  - Trofeo Imanoltxu, 14 y 15 de agosto
  - Memorial Isabel Adarraga, 16 y 17 de agosto
  - Campeonato de Cantabria, 16 y 17 de agosto

## Instalaciones
- Número de amarres: 350 boyas más 25 en alquiler
- Hangar náutico cubierto, con capacidad de invernada para 200 embarcaciones
- Muelle flotante de 100 metros de longitud
- Pantalán fijo con 3 grúas para la botadura e izado de embarcaciones
- Escuela de Vela